# Colobothea pimplaea
Colobothea pimplaea là một loài bọ cánh cứng trong họ Cerambycidae.